# NGC 3377
NGC 3377 (другие обозначения — UGC 5899, MCG 2-28-9, ZWG 66.16, PGC 32249) — эллиптическая галактика (E5) в созвездии Лев.
Этот объект входит в число перечисленных в оригинальной редакции «Нового общего каталога».
Является массивной эллиптической галактикой, входит в группу галактик Лев I.